# موسم (یمن)
 موسم  به عربی ( المُوسَم )، روستایی است در عزلهٔ (زیدان بنی زهیر)، ناحیهٔ (أرحب)، از توابع استان صَعده در کشور یمن در شبه جزیره عربستان.

## جمعیت
جمعیت آن (۱۷۷) نفر (۷ خانوار) می‌باشد.